# Leptataspis beatifica
Leptataspis beatifica är en insektsart som beskrevs av Schmidt 1911. Leptataspis beatifica ingår i släktet Leptataspis och familjen spottstritar. Inga underarter finns listade i Catalogue of Life.